# Drosera bicolor
Drosera bicolor es una especie de planta carnívora perteneciente al género Drosera, es endémica de Australia Occidental. 

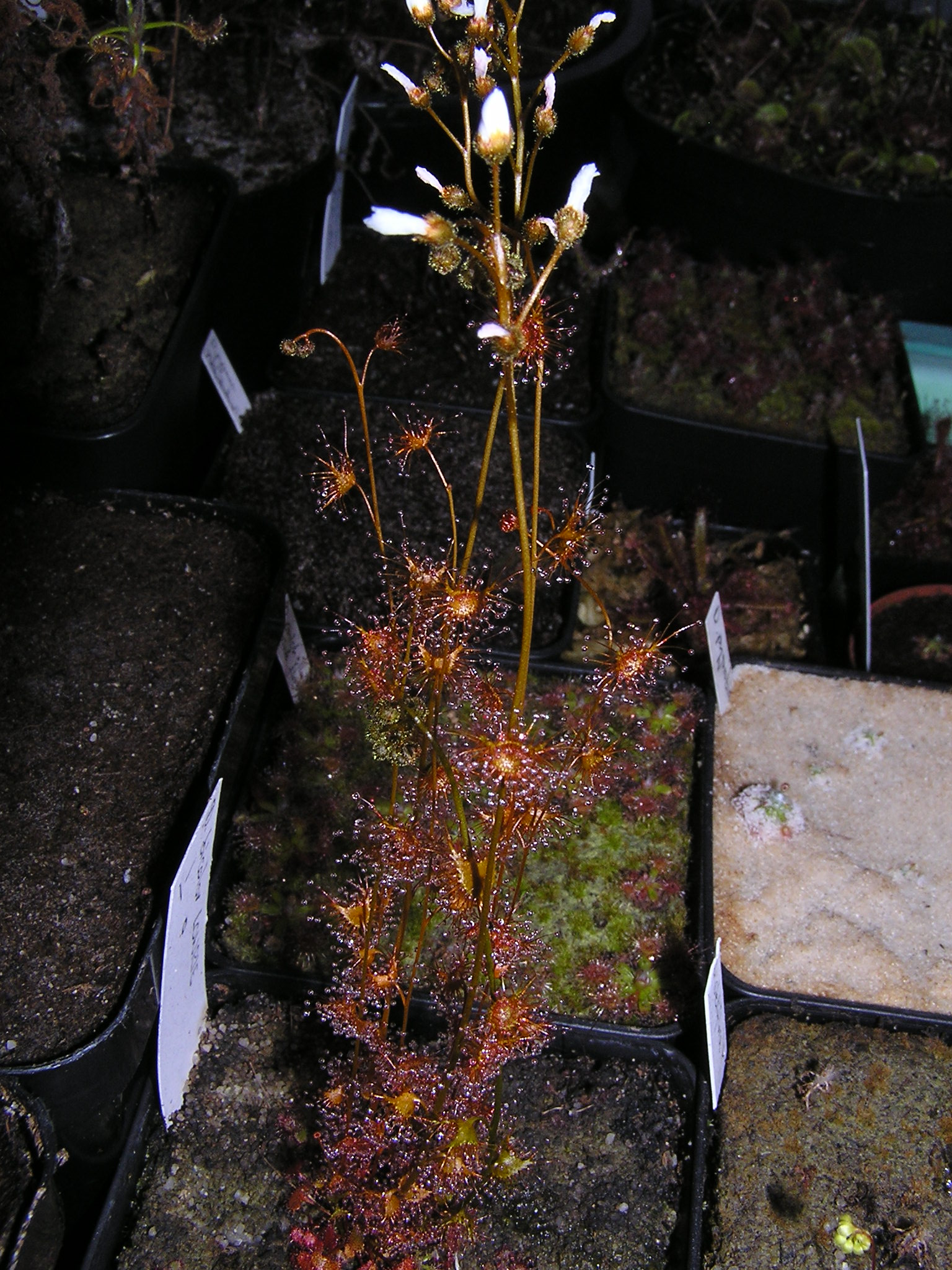
Detalle de la planta

## Descripción
Forma una roseta basal, con hojas similares a las de Drosera peltata. El tallo alcanza  hasta 11 cm  de alto. Sus flores son blancas con una mancha roja cerca de la base de los pétalos. 

## Distribución y hábitat
D. bicolor crece en la arena de sílice, en páramos a lo largo de la parte alta del Phillips River y el sureste del Lago King en Australia Occidental.

## Taxonomía
D. bicolor fue descrita por primera vez por Allen Lowrie y Sherwin Carlquist en 1992. Lowrie señala  en su libro Plantas Carnívoras de Australia que esta especie se distingue de otras especies relacionadas, incluyendo Drosera peltata y Drosera salina, por sus flores bicolores, la disposición de los pecíolos y el número de flores.  Algunos autores, sin embargo, consideran que esta especie es simplemente una variedad o un sinónimo de Drosera peltata, aunque esta opinión no ha sido oficialmente publicada.
Drosera bicolor fue descrita por Lowrie & Carlquist y publicado en Phytologia 73(2): 109. 1992.
Etimología
Drosera: tanto su nombre científico –derivado del griego δρόσος [drosos]: "rocío, gotas de rocío"– como el nombre vulgar –rocío del sol, que deriva del latín ros solis: "rocío del sol"– hacen referencia a las brillantes gotas de mucílago que aparecen en el extremo de cada hoja, y que recuerdan al rocío de la mañana.
bicolor: epíteto latino que significa "con dos colores".